# Édouard Limonov
Pour les articles homonymes, voir Limonov.
Édouard Veniaminovitch Savenko, dit Édouard Limonov (en russe : Эдуард Вениаминович Лимонов), né le 22 février 1943 à Dzerjinsk (URSS) et mort le 17 mars 2020 à Moscou (Russie),, est un écrivain soviétique puis français et enfin russe et dissident politique, fondateur et chef du Parti national-bolchévique.
Truand à Kharkov, poète à Moscou, sans-abri puis domestique à New York, écrivain et journaliste à Paris, milicien pro-serbe pendant la guerre de Bosnie, dissident puis prisonnier politique dans l'ex-URSS, Limonov est empêché d'être candidat à l'élection présidentielle russe de 2012. À partir de l'annexion de la Crimée par la Russie en 2014 et de la guerre du Donbass, il prend ses distances avec l'opposition et apporte son soutien à la politique étrangère de Vladimir Poutine.
Selon Emmanuel Carrère, son biographe, « sa vie symbolise bien les rebondissements de la seconde partie du XXe siècle ».

## Biographie

### Enfance
Édouard Limonov est né à Dzerjinsk en URSS, une ville industrielle située sur la rivière Oka près de la grande ville de Nijni Novgorod (Gorki, sous le régime soviétique). Dans les premières années de sa vie, sa famille s'installe à Kharkov, RSS d'Ukraine. C'est là où Limonov grandit. Son père est un officier subalterne du NKVD. Contrairement à la rumeur que l'auteur laisse courir, son père n'est pas un tchékiste haut placé de la police politique et il n'a donc pas orchestré de purge ou de répression ; petit officier sans ambition, son père est l'équivalent d'un gendarme français, qui sert comme surveillant d'usine pendant la Seconde Guerre mondiale, sans connaître le front. Les premières années de la vie de Limonov s'écoulent en grande partie avec des militaires qui racontent des récits de guerre, ce que le jeune fils d'officier admire. Il est très affecté quand il apprend que sa myopie l'empêche d'épouser la carrière militaire et, selon lui, porter des lunettes ne sied pas au grand héros qu'il voudrait devenir. Il lit avec passion les romans de Jules Verne et d'Alexandre Dumas et souhaite parcourir le monde en aventurier et en héros. Il dira plus tard que, tout ce dont il a rêvé, il l'a fait.

#### Banlieue de Kharkov
Dans la banlieue de Kharkov appauvrie et mal remise de la guerre, Édouard Limonov et ses amis deviennent des voyous, enchaînant des petits coups qui le font parfois aller en garde à vue. Il évite la prison grâce à la position de son père, connu et apprécié dans la ville. Limonov racontera sa vie à Kharkov dans Autoportrait d'un bandit dans son adolescence et Le Petit Salaud. Cette vie de petit bandit s'arrête quand l'un de ses deux meilleurs amis est mis en prison pour deux ans et que l'autre est envoyé à l'usine et se voit obligé d'épouser sa petite amie enceinte.
Édouard Limonov commence ensuite, par l'intermédiaire de son nouvel ami Kostia, à fréquenter la bohème kharkovienne, dont le centre est la librairie 41, où l'on s'échange des livres interdits (samizdat) qui sont parfois appris par cœur ou recopiés. C'est ainsi qu'il découvre Anna Akhmatova, Marina Tsvetaïeva ou le poète montant Joseph Brodsky (qu'il haïra par la suite) et qu'il commence à écrire des poèmes, encouragé par ses amis.
Ses poèmes obtiennent un certain succès, mais Limonov est bientôt invité à quitter l'Union soviétique (officiellement, il serait parti de son plein gré pour les États-Unis).

### New York en 1974
À trente ans, Édouard Limonov commence à écrire des romans. À cette époque, il fréquente les milieux punk et avant-gardistes de New York et admire la musique de Lou Reed. Il découvre les revers de la liberté : après avoir été un dissident acclamé par l'Occident, la maigre pension qu'on lui donne lui suffit juste à payer un hôtel miteux dans lequel il ne peut même pas allumer le gaz. Sa vie dans les bas-fonds new-yorkais est miséreuse. Il connaît l'envers du rêve américain et fréquente des sans-abris, avec qui il a des relations sexuelles débridées, expérience décrite dans Le poète russe préfère les grands nègres. Il arrive ensuite à trouver un emploi chez un millionnaire new-yorkais. De cette période sont issus deux ouvrages autobiographiques Journal de son serviteur et Journal d'un raté, ce dernier ayant été publié en France en 1983.

### Paris en 1980
Édouard Limonov s'installe à Paris en 1980, quand est publié Le poète russe préfère les grands nègres. Natalia Medvedeva, rencontrée à Los Angeles en 1982, vient le rejoindre. Ses seuls biens propres sont alors une affiche de Lénine, la Remington de son père pesant plus de vingt kilos et un uniforme d'officier de l'Armée rouge. Il devient rapidement actif dans les cercles littéraires français.
Il collabore à des journaux communistes (L'Humanité) et nationalistes (Le Choc du mois), et surtout à L'Idiot international, ce qui a nourri sa réputation de « rouge-brun » (c'est-à-dire fasciste et communiste), ou national-bolchévique. C'est à L'Idiot international qu'il vit une des périodes les plus fastes de sa vie, pendant laquelle il se lie d'amitié avec des écrivains français comme Marc-Édouard Nabe, Patrick Besson ou Philippe Sollers.
Alors que l'URSS se désintègre, il s'en prend violemment à Gorbatchev, mais aussi à l'Amérique « maître du monde » et à la publicité dont tous seraient les « victimes consentantes ». La chute du mur de Berlin le sidère et lui inspire la formule : « Le mur est mort, vive le mur ! ». Il passe à deux reprises à la télévision sur le plateau de Thierry Ardisson. Il est notamment défendu par Patrick Gofman.

### Retour bref en URSS et épisode serbe
En décembre 1989, il retourne deux semaines en URSS, où il retrouve brièvement ses parents après quinze ans de séparation, ce qu'il raconte dans L'Étranger dans sa ville natale.
Pour des raisons inconnues, Limonov décide de repartir. Il est en Serbie pendant les guerres de Yougoslavie. Les images de Limonov discutant avec Radovan Karadžić alors que les troupes serbes mitraillent Sarajevo choquent fortement les Occidentaux. À partir de cette période, Limonov, sulfureux, n'est plus réédité en France et peu à peu oublié.

### Les années 2000
Édouard Limonov fait à nouveau parler de lui dans les années 2000, d'une part pour son rôle dans la vie politique russe (voir la section suivante) et, en France, lors de la publication de la biographie romancée Limonov d'Emmanuel Carrère, qui reçoit le prix Renaudot et se vend à plus de 220 000 exemplaires en France en 2011. Le succès du livre de Carrère permet la réédition chez Albin Michel d'une partie de ses œuvres, notamment le Journal d'un raté, Autoportrait d'un bandit dans son adolescence et Le Petit Salaud entre novembre 2011 et janvier 2012.
En 2014, après la Révolution de la Dignité, la Russie a envahi l'Ukraine et occupé la Crimée. L'annexion ultérieure de la Crimée par la Russie a notamment été décrite dans un roman de Limonov paru en Russie vers 1999 (non traduit) [réf. souhaitée]. Ces événements amènent Limonov à arrêter ses critiques à l'égard de Vladimir Poutine. Cela lui permet d'être de plus en plus invité sur les plateaux télé russes et d'être célébré comme écrivain d'importance nationale.
Il décède le 17 mars 2020 à cause de complications chirurgicales. Il est inhumé au cimetière Troïekourovskoïe.

## Vie politique

### National-bolchévique
Revenu en Russie, l'écrivain fonde avec Alexandre Douguine et la punk-star Egor Letov le Parti national-bolchévique (PNB). Après avoir rompu avec Douguine, il est arrêté en 2001 pour trafic d'armes et tentative de coup d'État au Kazakhstan. Il est conduit à purger deux ans de prison, au lieu des quatre années auxquelles il est condamné (le procureur avait réclamé quatorze ans). Libéré sous la pression d'une campagne internationale, il reçoit le prix Andreï-Biély en 2002, pour Le Livre de l'eau, l'un des huit livres écrits pendant ses deux ans de captivité.
Lors de son dernier congrès, au début de l'année 2006, le Parti national-bolchévique éclate. Une fraction minoritaire (le Front national-bolchévique) rompt avec le PNB, et se rapproche de l'Union de la jeunesse eurasiste, branche jeune du parti d'Alexandre Douguine, ce dernier étant proche du Kremlin. Limonov maintient son action avec ses partisans sous le même nom.
Le Parti national-bolchévique est définitivement interdit en 2007.
Quelques heurts très violents opposent à l'époque les partisans de Limonov et ceux de Douguine. Les seconds reprochent aux premiers de travailler contre la Russie et pour l'Occident, du fait de l'alliance conclue par Limonov avec le Front civique unifié, qui regroupe nombre de militants pro-occidentaux ou libéraux. On constate aujourd'hui un désengagement de Limonov dans cette alliance, que lui-même considérait comme tactique.  Douguine pense qu'il ne reste rien de brun aux partisans de Limonov, qu'il qualifie d'opportunistes sans idéologie claire. Pour Limonov, la liberté n'est pas une question d'idéologie et c'est cette première question qui se pose aujourd'hui. Il accepte tous les alliés, car il n'y en aura jamais assez dans un combat inégal contre le régime. À ce titre, il a également invité à participer à ce combat civil des nationalistes.
Le 31 janvier 2009, Limonov ainsi que des anciens membres du Parti national-bolchévique sont interpellés par la police à la suite d'une manifestation opposée à la politique du Kremlin, à Moscou.
Le 31 mai 2009, il est de nouveau arrêté, ainsi que d'autres opposants à Poutine, lors d'une manifestation non autorisée. Limonov avait, à ce moment, déclaré se présenter aux élections présidentielles de 2012.
Le 22 avril 2010, des images circulant sur Internet en Russie le montrent dans ses ébats avec une prostituée.
Le 31 mai 2010, pour la première fois, il n'est pas arrêté lors d'un rassemblement d'environ 3 000 personnes, niveau comparable à celui des manifestations des années 1990.

### "L'autre Russie" et Stratégie 31

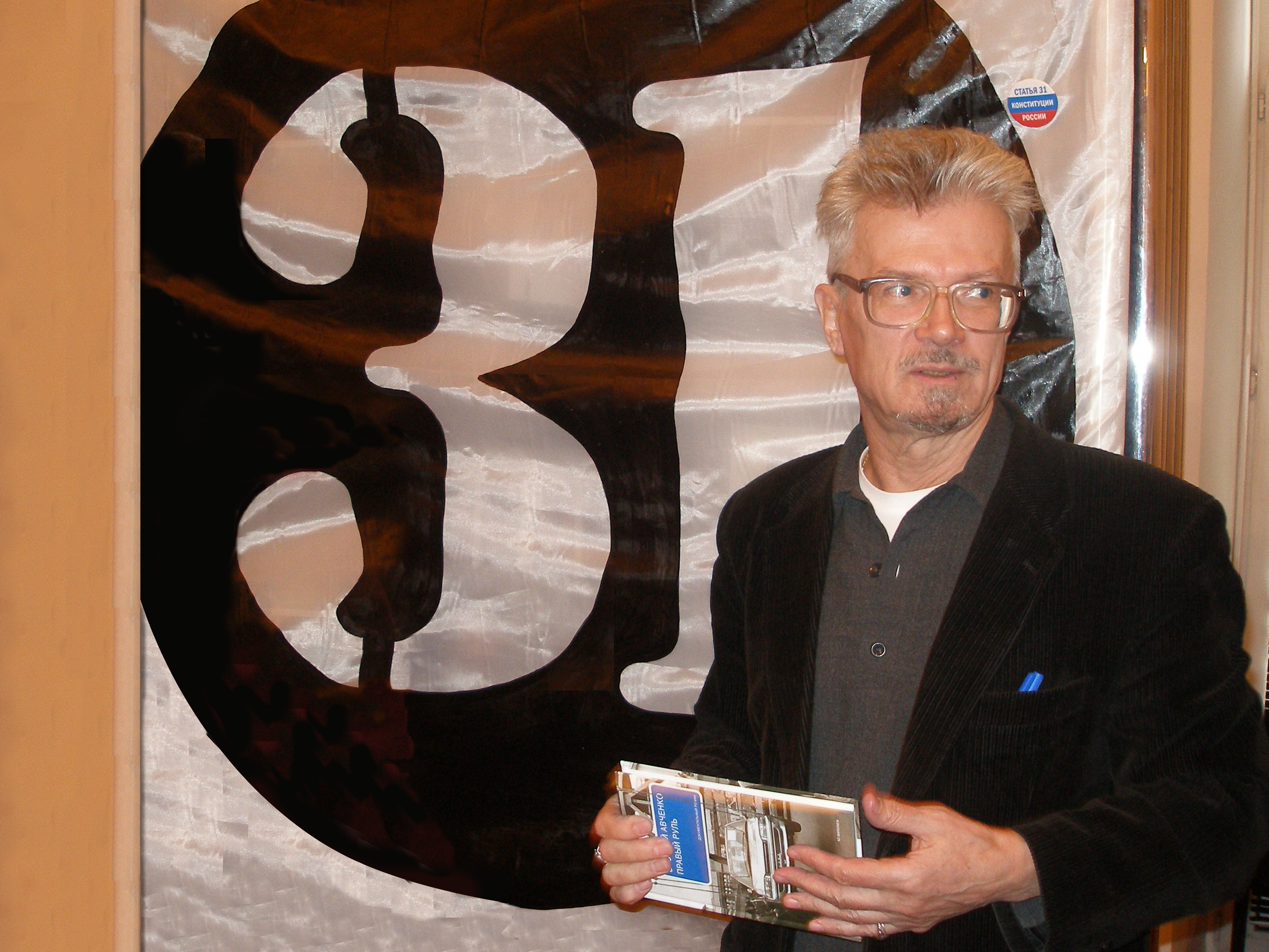
Édouard Limonov à la conférence "Strategy-31".

Son engagement contre Poutine et l'interdiction du PNB entraînent Limonov à se rallier aux libéraux, bien qu'il conserve un très fort nationalisme. Il mène un parti nommé L'Autre Russie, du nom d'un de ses livres écrits en prison, qui est aussi une réponse au parti de Poutine, Russie unie. Il se rapproche notamment de Garry Kasparov, le joueur d'échecs, figure traditionnelle de l'opposition au régime poutinien. Il considère que Poutine est « une sorte de César présidant la chute de l'Empire romain ».
À partir de janvier 2010, il codirige le mouvement Stratégie 31, qui manifeste tous les 31 du mois (c'est-à-dire un mois sur deux) pour demander le respect de l'article 31 de la Constitution russe, qui, en théorie, permet le droit de manifester. Ces manifestations sont suivies par un petit millier de personnes. Il est arrêté après chaque manifestation avec quelques-uns de ses partisans et passe quelques jours en prison, avant d'être libéré, souvent au bout de deux semaines. Après avoir dirigé un parti considéré comme « rouge-brun » et extrémiste, c'est un revirement surprenant : Limonov s'impose comme un grand défenseur de la liberté d'expression, de la liberté de pensée et de manifester.
Le 4 décembre 2011, alors que Limonov vient de se déclarer candidat à l'élection présidentielle de mars 2012 et que les élections législatives vont débuter, il est arrêté à Moscou lors d'une manifestation contre le déroulement des élections législatives, qui ont donné le parti de Vladimir Poutine gagnant, après des irrégularités constatées dans un tiers des bureaux de vote .
Dans une interview au JDD du 6 décembre 2011 (alors que Limonov est en prison), il affirme vouloir lancer la voie de la résistance civile, car il pense désormais qu'une révolution n'est pas possible car elle serait immédiatement écrasée. Alors qu'il voyait Kasparov comme le chef possible d'une opposition unie, il avoue sa déception : depuis sa dernière arrestation et son passage de quatre jours en prison, ce dernier s'est retiré de la scène politique. C'est une des raisons qui ont poussé Limonov à se présenter à la présidentielle de mars 2012 : il pense être le seul à avoir la carrure nécessaire.
Le 18 décembre, la commission électorale russe rejette sa candidature sous prétexte que l'écrivain a été investi dans un bus (des policiers avaient empêché l'entrée de ses partisans dans l'hôtel où devait se dérouler l'investiture). Limonov, déclare qu'« il n'y avait rien d'autre à attendre d'un État policier ». Il porte plainte auprès de la Cour européenne des droits de l'homme, lui demandant de se pencher sur son cas en priorité pour qu'il puisse se présenter aux élections du 4 mars.
Le 31 décembre, il est simplement interpellé (et non plus arrêté et mis en prison) lors d'une de ses habituelles manifestations pour le respect de l'article 31 de la Constitution russe.
Il meurt des suites d'un cancer.

## Écriture
Édouard Limonov est un auteur prolifique qui a écrit tous ses livres et poèmes en russe. Il a aussi écrit en français pour divers journaux, ainsi qu'en anglais, par exemple pour The eXile, un magazine anglophone publié à Moscou.

### Premiers écrits en URSS
Édouard Limonov commence sa carrière d'écrivain en tant que poète, fortement influencé par Vladimir Maïakovski. Aucun de ses recueils de poésie de cette époque n'est traduit en français. Il se fait connaître dans un cercle dissident où son travail est apprécié et suffisamment connu pour qu'on lui enjoigne de quitter l'URSS. Il voue une grande animosité au poète Joseph Brodsky, de trois ans plus âgé que lui, également dissident et futur prix Nobel de littérature, car Brodsky lui aurait pris la place de dissident reconnu et acclamé que Limonov estimait mériter.

### New York
À New York, il passe environ deux ans sans écrire et vit de manière misérable, sans-abri ou dans un taudis. Son roman autobiographique Le Poète russe préfère les grands nègres raconte ses aventures sexuelles avec les clochards de New-York. Ce livre choque largement l'opinion et vaut à Limonov une petite reconnaissance.
Dans la foulée, il écrit Journal d'un raté, une autobiographie en forme de journal mais non datée et sans trame d'ensemble. Les textes forment des ensembles indépendants, racontant chacun une expérience, une observation, une remarque sur la société, un souvenir ou une apostrophe au lecteur (l'utilisation du pronom personnel "Tu" dans ces textes peut renvoyer au lecteur, à un ami, ou à lui-même). Il fait un constat amer sur sa vie : « J'ai trente-quatre ans et je suis fatigué des relations humaines » . Son point de vue marginal lui sert à montrer la société new-yorkaise avec cynisme et crudité. Pour la réédition du Journal d'un raté chez Albin Michel en 2011, le livre est qualifié de roman.
Enfin, il raconte son expérience de domestique d'un milliardaire new-yorkais dans Histoire de son serviteur, toujours avec une grande violence, notamment envers son « maître », qui pourtant l'appréciait beaucoup et qui a été très choqué par le livre.

### Paris
Édouard Limonov possède déjà un petit succès en France grâce à la traduction du Poète russe préfère les grands nègres, puis du Journal d'un raté. Il devient à cette époque une personnalité de Saint-Germain-des-Prés. À Paris, sa production est surtout journalistique, notamment pour L'Idiot international. Il s'essaye au roman, avec notamment Oscar et les femmes et La Mort des héros modernes. Il compose également un certain nombre de nouvelles, parues en recueils à la fin des années 1980 : Salade niçoise (nouvelle), Discours d'une grande gueule coiffée d'une casquette de prolo, ou encore Incidents ordinaires et Cognac Napoléon.

### Prisonnier en ex-URSS
Après la dislocation de l'URSS, Édouard Limonov passe un long moment sans écrire. Il se trouve d'abord aux côtés des nationalistes serbes en ex-Yougoslavie, puis dans l'opposition russe. Son engagement politique lui vaut deux ans de prison, pendant lesquelles il écrit huit livres. Le premier traduit en français, Mes prisons, évoque toutes les prisons qu'il a connues dans sa vie. Un second, traduit sous le titre Le Livre de l'eau, consiste en une réflexion lyrique sur les eaux, lacs, mers, fleuves, rivières ou océans qui ont marqué sa vie, et les amours associées à chacun de ces souvenirs.

### Russie
Après sa libération, ses ouvrages sont pour majorité politiques : L'autre Russie, manifeste de son parti, Limonov vs Poutine, pamphlet contre le dirigeant russe, et Le Vieux, également anti-Poutine.

## Ouvrages

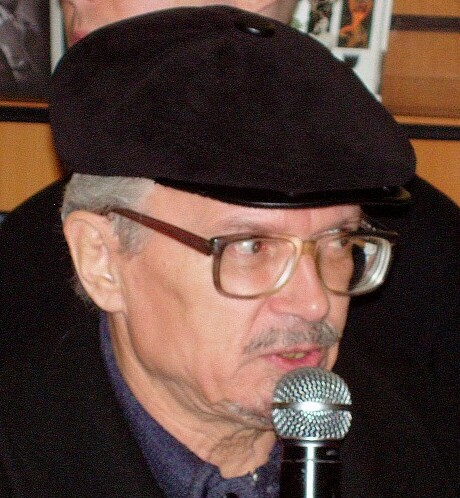
Édouard Limonov présentant son livre intitulé Дети гламурного рая en 2008.

Cette liste a été établie d'après celle présente sur le site limonow.de.

### Œuvres
- Мы — национальный герой, 1977
- Русское, 1979
- Это я, Эдичка (Eto ja, Editchka), 1979 (Titre allemand : Fuck off, Amerika ; titre anglais : It's me, Eddie)

- История его слуги (Istoriïa ego slugi), 1981

- Дневник неудачника (Dnevnik neudatchnika), également publié sous le titre Секретная тетрадь (Sekretnaja tetrad'), 1982

- Подросток Савенко (Podrostok Savenko), également publié sous le titre Автопортрет бандита в отрочестве (Avtopotret bandita v otrotchestve), 1983 (Titre anglais : Memoir of a Russian Punk)

- Чужой в незнакомом городе , 1985
- Укрощение тигра в Париже, 1985
- Молодой негодяй (Molodoi negodiaï), 1986 (Titre anglais : A Young Scoundrel)

- Палач, 1986

- У нас была великая эпоха (U nas byla velikaïa epokha), 1987

- Коньяк "Наполеон" (Koniak Napoleon), 1990

- Иностранец в смутное время, 1992

- Великая мать любви, 1994
- Смерть современных героев (Smert' sovremennyh geroev), 1994

- Убийство часового (Ubiïstvo tchasovogo), 1994

- Исчезновение варваров, 1993
- Лимонов против Жириновского, 1994
- Мой отрицательный герой, 1995
- Анатомия героя, 1997
- Американские каникулы, 1999
- Охота на Быкова: расследование Эдуарда Лимонова, 2001
- Книга мёртвых, 2001
- В плену у мертвецов, 2002
- Книга воды, 2002

- Дисциплинарный санаторий, 2002

- Моя политическая биография, 2002
- Девочка-Зверь, 2002
- Смерть в автозаке, également publié sous le titre Бутырская-сортировочная, 2003
- 316, пункт „В“, 2003
- Контрольный выстрел, 2003
- Другая Россия, 2003 (Titre anglais : The Other Russia, 2008)
- Русское. Стихотворения, 2003
- Русское психо, 2003
- Священные монстры, 2004
- По тюрьмам (Po tiurmam), 2004

- Торжество метафизики, 2005
- Настя и Наташа, 2005
- Лимонов против Путина, 2006 (Titre anglais : Limonov vs. Putin, 2008)
- Ноль часов, 2006
- Смрт, 2008
- Ереси, 2008
- Дети гламурного рая, 2008
- Последние дни супермена, 2008

#### Autres œuvres disponibles en français
Les ouvrages suivants sont des nouvelles, des recueils ou des anthologies de nouvelles spécifiquement publiés par des éditeurs français :
- « Salade niçoise », traduit du russe par Catherine Prokhoroff, Paris, Le Dilettante, 1986
- Écrivain international, traduit du russe par Anne Coldefy-Faucard et Catherine Prokhoroff, Paris, Le Dilettante, 1987  (ISBN 978-2-905344-19-9)
- Des incidents ordinaires : nouvelles, traduites du russe par Catherine Prokhoroff, Paris, Ramsay, 1988,  (ISBN 978-2-85956-707-1)
- Discours d'une grande gueule coiffée d'une casquette de prolo, traduit du russe par Jean-Luc Debouzy et Lucile Hiu, Paris, Le Dilettante, 1991  (ISBN 978-2-905344-43-4)
- Le Dos de madame Chatain, traduit du russe par Catherine Prokhoroff et Anne Coldefy-Faucard, Paris, Le Dilettante, 1993  (ISBN 2-905344-74-1)
- L'Excité dans le monde des fous tranquilles, chroniques 1989-1994, Paris, Bartillat, 2012  (ISBN 978-2-84100-506-2)
- « Cocteau à Kharkov », traduit par Nina Kehayan - Préface du catalogue (G. Guarracion, S. Bourlard-Colin) de l'exposition Jean Cocteau, magicien du spectacle, Marseille, 1983
- Kiev kaput, Paris, La Manufacture de livres, 2017, 319 p. (ISBN 978-2-35887-147-1)
- Et ses démons, traduit du russe par Monique Slodzian, Paris, Bartillat, 2018  (ISBN 978-2-84100-655-7)

## Postérité
La vie d'Édouard Limonov a fait l'objet d'une biographie d'Emmanuel Carrère, Limonov, paru le 1er septembre 2011 et qui a obtenu le prix Renaudot cette même année. 
Ce roman a fait l'objet d'une adaptation cinématographique réalisée par Kirill Serebrennikov, présentée en compétition officielle au Festival de Cannes 2024.